# Guam aux Jeux olympiques d'été de 1992
Guam a participé aux Jeux olympiques de 1992 à Barcelone, en Espagne, mais n'a remporté aucune médaille.